# Джинджер Гелгесон-Нілсен
Джинджер Гелгесон-Нілсен (англ. Ginger Helgeson-Nielsen; нар. 14 вересня 1968) — колишня американська тенісистка.
Найвищу одиночну позицію світового рейтингу — 29 місце досягла 2 січня, 1995, парну — 38 місце — 9 січня, 1995 року.
Здобула 1 одиночний та 1 парний титул.
Найвищим досягненням на турнірах Великого шолома було 4 коло в одиночному розряді.
Завершила кар'єру 1998 року.

## Фінали турнірів WTA
| Легенда                 |
| Турніри Великого шолома |
| Вірджинія Слімс         |
| Tier I                  |
| Tier II                 |
| Tier III                |
| Tier IV & V             |

### Одиночний розряд:1–1
| Результат | W/L | Дата | Турнір                     | Категорія | Покриття | Суперниця        | Рахунок       |
| --------- | --- | ---- | -------------------------- | --------- | -------- | ---------------- | ------------- |
| Перемога  | 1–0 | 1994 | ASB Classic, Нова Зеландія | Tier IV   | Тверде   | Інес Горрочатегі | 7–6, 6–3      |
| Поразка   | 1–1 | 1995 | ASB Classic, Нова Зеландія | Tier IV   | Тверде   | Ніколь Брадтке   | 6–3, 2–6, 1–6 |

### Парний розряд:1 поразка
| Результат | W/L | Дата     | Турнір                        | Категорія | Покриття | Партнерка         | Суперниці                             | Рахунок       |
| --------- | --- | -------- | ----------------------------- | --------- | -------- | ----------------- | ------------------------------------- | ------------- |
| Поразка   | 0–1 | Сер 1992 | Скенектаді, США               | Tier V    | Тверде   | Шеннен Маккарті   | Алексія Дешом-Баллере Флоренсія Лабат | 3–6, 6–1, 2–6 |
| Поразка   | 0–2 | Сер 1994 | Southern California Open, США | Tier II   | Тверде   | Рейчел Макквіллан | Яна Новотна Аранча Санчес Вікаріо     | 3–6, 3–6      |

## Докладно про найкращі результати на турнірах Великого шлему
|                                             | Відкритий чемпіонат Австралії з тенісу      | Відкритий чемпіонат Австралії з тенісу      |
| Відкритий чемпіонат Австралії з тенісу 1994 | Відкритий чемпіонат Австралії з тенісу 1994 | Відкритий чемпіонат Австралії з тенісу 1994 |
| Раунд                                       | Суперниця                                   | Рахунок                                     |
| ------------------------------------------- | ------------------------------------------- | ------------------------------------------- |
| 1р                                          | Вероніка Мартінек                           | 6–3, 6–2                                    |
| 2р                                          | Крісті Богерт                               | 6–2, 6–0                                    |
| 3р                                          | Анке Губер (7)                              | 3–6, 7–6(12–10), 6–4                        |
| 2р                                          | Дате-Крумм Кіміко (10)                      | 5–7, 1–6                                    |

|                                           | Відкритий чемпіонат Франції з тенісу      | Відкритий чемпіонат Франції з тенісу      |
| Відкритий чемпіонат Франції з тенісу 1992 | Відкритий чемпіонат Франції з тенісу 1992 | Відкритий чемпіонат Франції з тенісу 1992 |
| Раунд                                     | Суперниця                                 | Рахунок                                   |
| ----------------------------------------- | ----------------------------------------- | ----------------------------------------- |
| 1р                                        | Софі Ам'яш                                | 6–4, 5–7, 6–4                             |
| 2р                                        | Наталі Тозья (12)                         | 6–3, 1–6, 3–6                             |
|                                           |                                           |                                           |
| Відкритий чемпіонат Франції з тенісу 1993 |                                           |                                           |
| Раунд                                     | Суперниця                                 | Рахунок                                   |
| 1р                                        | Зілке Маєр                                | 6–1, 4–6, 6–2                             |
| 2р                                        | Кончита Мартінес (4)                      | 5–7, 2–6                                  |
|                                           |                                           |                                           |
| Відкритий чемпіонат Франції з тенісу 1994 |                                           |                                           |
| Раунд                                     | Суперниця                                 | Рахунок                                   |
| 1р                                        | Елна Рейнах                               | 4–6, 6–4, 6–3                             |
| 2р                                        | Кончита Мартінес (3)                      | 2–6, 3–6                                  |

|               | Вімблдонський турнір | Вімблдонський турнір |
| Вімблдон 1994 | Вімблдон 1994        | Вімблдон 1994        |
| Раунд         | Суперниця            | Рахунок              |
| ------------- | -------------------- | -------------------- |
| 1р            | Вероніка Мартінек    | 6–3, 6–2             |
| 2р            | Клер Вегінк (LL)     | 6–4, 6–0             |
| 3р            | Аманда Кетцер (14)   | 0–6, 3–6             |

|                                       | Відкритий чемпіонат США з тенісу      | Відкритий чемпіонат США з тенісу      |
| Відкритий чемпіонат США з тенісу 1994 | Відкритий чемпіонат США з тенісу 1994 | Відкритий чемпіонат США з тенісу 1994 |
| Раунд                                 | Суперниця                             | Рахунок                               |
| ------------------------------------- | ------------------------------------- | ------------------------------------- |
| 1р                                    | Карін Кшвендт                         | 6–2, 6–1                              |
| 2р                                    | Оса Свенссон                          | 6–1, 6–1                              |
| 3р                                    | Кончита Мартінес (3)                  | 3–6, 6–4, 6–1                         |
| 2р                                    | Джиджі Фернандес                      | 3–6, 4–6                              |